# Асахи (Иокогама)

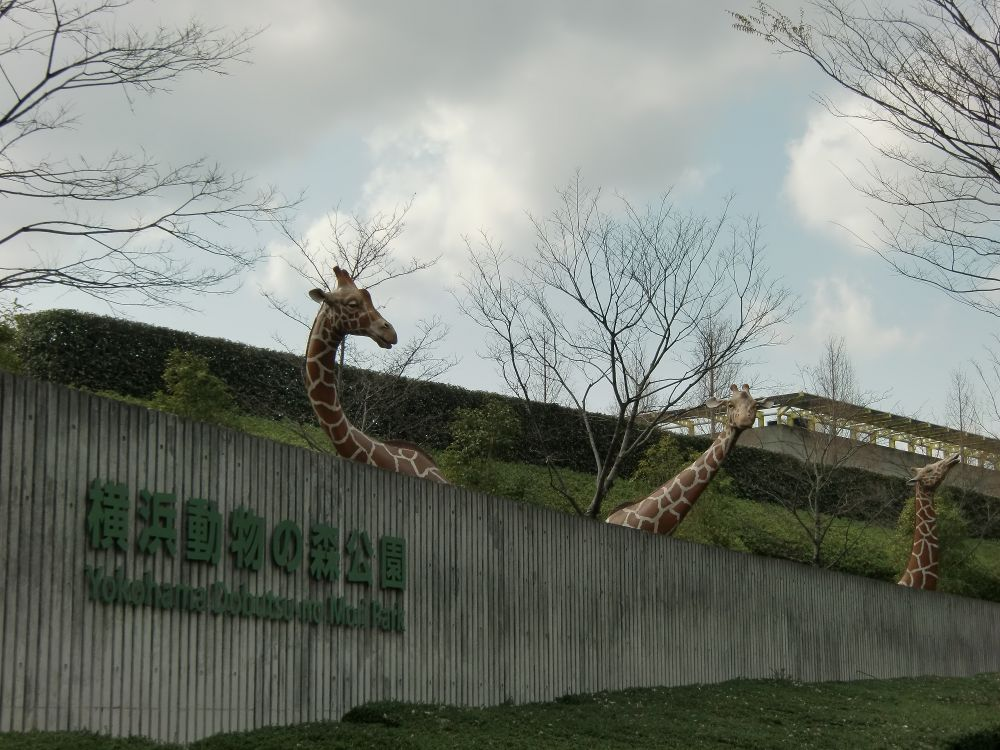
Крупнейший зоопарк Японии «Zoorasia» находится на территории Асахи

Асахи (旭区) — один из 18 административных районов города Иокогама.

## Современная обстановка
Начиная с 1950-х годов, жилые кварталы района в основном населяют внутренние туристы, прибывшие в Иокогаму транзитом. Кроме того, ряд зданий в Асахи всегда закреплён под служебные квартиры для сотрудников промышленного комплекса Кейхин, а также сельскохозяйственных аграрий таких как: Манкигахара, Камисиронэ, Саконняма, Хикаригаока и Иокогама-Вакабадай. В апреле 1999 года в этом районе открылся крупнейший зоопарк Японии — «Zoorasia».
Через Асахи проходит главная железная дорога Иокогамы, принадлежащая компании «Sagami Railway». Попасть на поезд, проходящий по ней, можно со станции Футаматагава или платформы Цуругаминэ, начиная с 2007 года, после реконструкции.
Одной из самых перегруженных дорог района является объездное шоссе Хадогая, известное как место пробок и постоянных заторов. 24 апреля 2016 года проект расширения транспортной развязки Камикавай и прилегающего перекрёстка, который бы позволил разгрузить шоссе, был одобрен администрацией района, началась подготовка к его реализации.
В 2010 году началась масштабная реконструкция всех районов города. Программа включает в себя ремонт и перепрофилирование(при необходимости) большинства муниципальных государственных учреждений на территории не только Иокогамы, но и всей префектуры Канагава. В частности, на территории Асахи был отремонтирован Префектурный онкологический центр и регистрационно-экзаменационное полицейское отделение.
Реконструкции транспортных артерий предшествовало открытие двух новых линий: Камои Камиида и линии Сотэцу. Их открытие состоялось 17 декабря 2016 года, а новый корпус станции Футаматагава открылся 27 апреля 2018 года. Работы завершились в декабре того же года.
Почтовый индекс района Асахи 241-XXXX, за сортировку почты отвечает западный почтовый сортировочный центр префектуры Канагава, за доставку почтовая сеть самого административного района. Ближайшие к индексу Асахи индексы 240 — это индекс района Ходогая, а 242 — индекс города Ямато.

## География
Средняя высота над уровнем моря в районе составляет 63,5 метра. По этому показателю район занимает первое место в городе. Линия Сотэцу пересекает южную часть района, а линия Идзумино разветвляется в ту же сторону от станции Футаматагава. Симметрично, через Асахи проходит линия Токайдо-синкансэн, но попасть на неё оттуда не представляется возможным. Шестнадцатая кольцевая дорога национального значения, фактически главная дорога в Асахи, лежит параллельно реке Наги, протекающей с северо-запада к востоку. Все стоковые воды в районе уходят по дренажным каналам в бассейн реки Дзяо поблизости с правительственным офисом и платформой Цуругаминэ. Шоссе Накахара проходит с северо-востока на юго-запад в центральной части и загруженно не меньше, чем шоссе Хадогоя. На их пересечении находится развязка Симокавай, на которой транспортные коллапсы происходят изо дня в день.
На севере от  станции Сотэцу находится множество объектов общепрефектурной значимости: регистрационно-экзаменационное полицейское отделение, Префектурный онкологический центр и городской архив. Вокруг станции Цуругаминэ  пересекаются торговые улицы. Среди всех станций района можно выделить две наиболее используемые жителями, остальные же располагаются в жилых районах и имеют меньшею пропускную способность. 
13 ноября 2019 года была завершена линия Сагами, через которую без пересадок можно добраться до станций Синдзюку, Омия и Кавагоэ, но цены на проезд по этой линии достаточно высоки. В течение часа по лиции одновременно курсируют четыре состава в час-пик и два в обычное время.